# Městské opevnění (Chyše)
Městské opevnění v Chyších v Karlovarském kraji jsou zlomkovitě dochované středověké hradby města ze druhé poloviny patnáctého století. Opevnění bylo postaveno nejspíše na pokyn Buriana II. z Gutštejna, za něhož byly Chyše povýšeny na město. Torza hradeb, bašt a příkopu jsou chráněna jako kulturní památka. Předmětem ochrany jsou také relikty synagogy, která byla postavena na jedné z bašt.

## Historie
Městské opevnění Chyší pravděpodobně nechal v sedmdesátých až osmdesátých letech patnáctého století vybudovat Burian II. z Gutštejna, za něhož byly Chyše roku 1473 poprvé označeny za městečko a o deset let později za město. Na jeho budování se podle tradice podíleli poddaní jedenácti panství, která patřila pánům z Gutštejna.

## Stavební podoba
Ohrazený areál města měřil necelé čtyři hektary. Jeho centrem bylo velké náměstí, do něhož ústily ulice od Lubenecké brány na východě a Žlutické brány na západě. V severovýchodní části organismus města narušoval karmelitánský klášter a na severozápadě z nároží města vybíhá ostrožna s bývalým hradem, jehož areál od předhradí odděloval šíjový příkop.
Opevnění tvořila hradba, kterou na východě doplňoval přírodní zářez s drobným potokem, upravený na příkop. Hradba byla široká asi 150 centimetrů a dochovala se v podobě množství fragmentů především na západě, jihu a jihovýchodě. Na severu je jediný dochovaný úsek hradby součástí zdiva domu čp. 331. Není jasné, jakým způsobem byla hradba napojena na opevnění hradu ani jaký byl její vztah ke klášteru. Podle mapy prvního vojenského mapování ji budovy kláštera přerušovaly, nicméně mapa zobrazuje stav po velkorysé barokní přestavbě, takže je možné, že hradba klášter původně obíhala.
Hradbu zesilovaly bašty vzdálené asi třicet až padesát metrů, z nichž u dvou se dochovaly zbytky zdiva. Tradice uvádí, že jich bývalo jedenáct, což přibližně odpovídá plánu města z roku 1727 i schematickému zakreslení na mapě prvního vojenského mapování. Vzhledem k existenci areálů hradu a kláštera v severní části města se většina bašt nacházela v jižní polovině ohrazení. Podoba městských bran je nejasná, ale znázornění na plánech naznačuje existenci branských věží.

## Synagoga

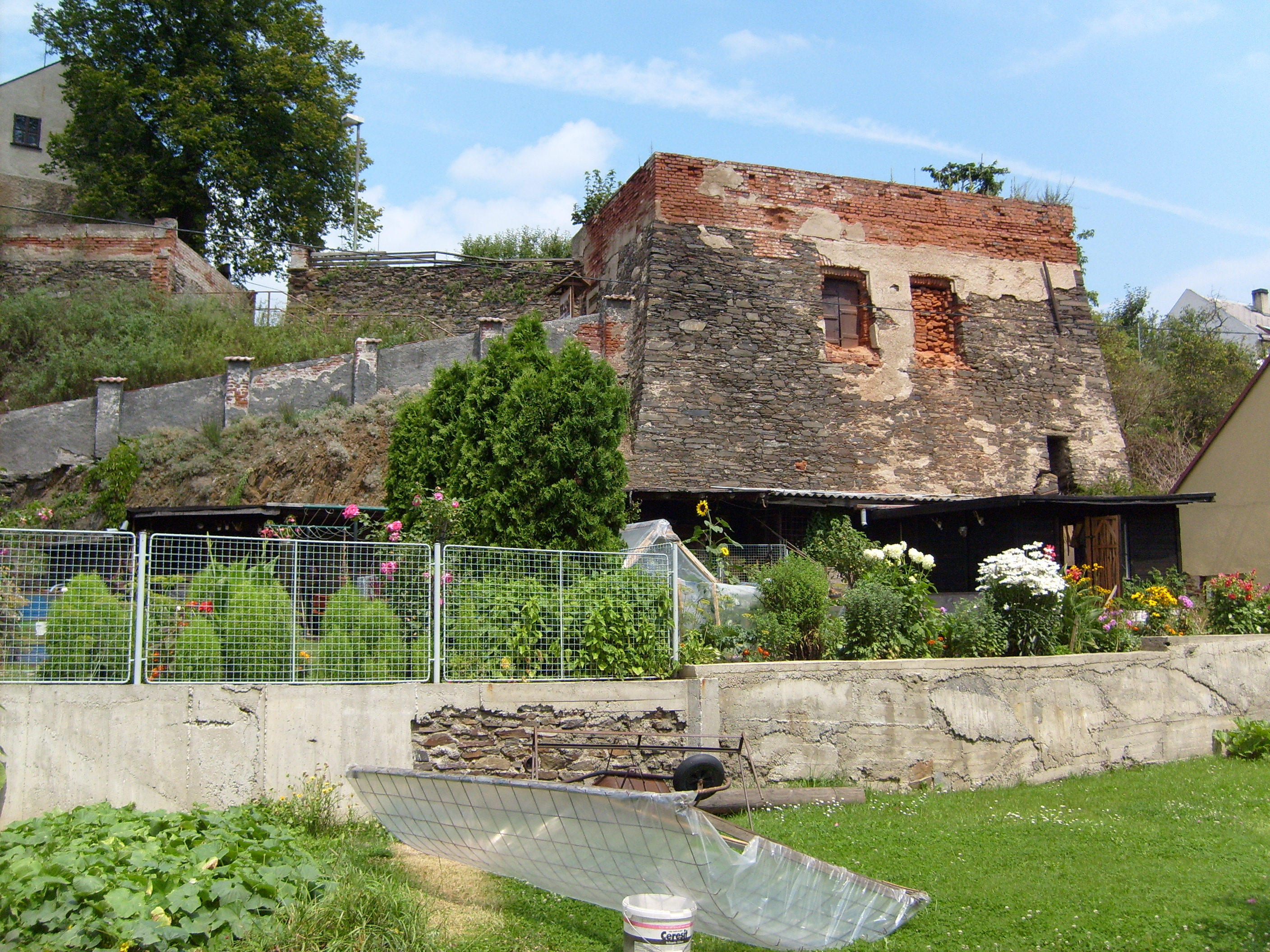
Kamenné zdivo bašty s mladší nástavbou torza synagogy

Jihozápadní nárožní bašta byla později použita k výstavbě spodní části synagogy. V roce 1848 byla na místě starší synagogy postavena nová klasicistní budova. V roce 1912 proběhla její modernizace a synagoga sloužila až do doby druhé světové války. Horní patro s modlitebním sálem bylo zbořeno v roce 1972 nebo 1975. K torzu přiléhají tzv. židovské schody, které propojily centrum města se zástavbou v údolí.